# Crowell (Oxfordshire)
 (septembre 2023).
Crowell est une paroisse civile et un village de l'Oxfordshire, en Angleterre.